# مينق
مينق هي قرية في مقاطعة هريس، إيران. عدد سكان هذه القرية هو 815 في سنة 2006.